# Canton de Wissembourg
Le canton de Wissembourg est une circonscription électorale française située dans le département du Bas-Rhin, dans la collectivité européenne d'Alsace.

## Histoire
Par décret du 18 février 2014, le nombre de cantons du département est divisé par deux, avec mise en application aux élections départementales de mars 2015. Le canton de Wissembourg est conservé et s'agrandit. Il passe de 13 à 44 communes.

## Représentation

### Juges cantonaux
- 1919-1923 : Paul Heitz

### Conseillers généraux de 1833 à 2015
| Période                                  | Période      | Identité                       | Étiquette                             | Qualité |
| ---------------------------------------- | ------------ | ------------------------------ | ------------------------------------- | --- |
| 1833                                     | 1848         | Benjamin Anselmann (1777-1849) |                                       | Huissier près du Tribunal Maire de Wissembourg                                                                             |
| 1848                                     | 1870         | François de Pugnière           |                                       | Propriétaire, avocat, avoué Maire de Wissembourg                                                                           |
| 1870                                     | 1871         | Edouard Gauckler               |                                       | Professeur à la faculté de droit de l'Université de Nancy Maire de Wissembourg                                             |
| 1871                                     | 1919         | occupation allemande           |                                       | |
| 1919                                     | 1925         | Antoine Buchmann               | URD                                   | Architecte à Wissembourg                                                                                                   |
| 1925                                     | 1930 (décès) | Edmond Herber                  | Union Populaire Républicaine d'Alsace | Retraité des douanes à Wissembourg                                                                                         |
| 1930                                     | 1937         | Ernest Schalck                 | Action populaire                      | Médecin à Wissembourg |
| 1937                                     | 1940         | Joseph Ritter (1899-1982)      | Indépendant                           | Médecin à Wissembourg |
|                                          |              |                                |                                       | |
| 1945                                     | 1973         | Joseph Ritter                  | MRPpuis CDP                           | Médecin à Wissembourg |
| 1973                                     | 1985         | Alfred Zoog (1914-1991)        | UDR-DVD                               | Maire de Wissembourg |
| 1985                                     | 2015         | Pierre Bertrand (1947-2017)    | RPRpuis UMP et apparentés             | Directeur dans une entreprise de transport de voyageurs Maire de Wissembourg (1989-2008) Vice-président du Conseil général |
| Les données manquantes sont à compléter. |              |                                |                                       | |

### Conseillers d'arrondissement (de 1833 à 1940)
Le canton de Wissembourg avait deux conseillers d'arrondissement.
| Période                                  | Période | Identité                                                           | Étiquette   | Qualité |
| ---------------------------------------- | ------- | ------------------------------------------------------------------ | ----------- | --- |
| 1833                                     | 1848    | Philippe Gauckler (1795-1871)                                      |             | Maitre de poste, adjoint au maire de Wissembourg                                                            |
| 1833                                     | 1839    | Jean Frédéric Lichtenberger (1778-1840)                            |             | Notaire à Wissembourg                                                                                       |
| 1839                                     | 1845    | Joseph François Xavier Lejoindre (1798-1858)                       | Tiers-Parti | Président du Tribunal de Wissembourg, ancien député (1834-1836)                                             |
| 1845                                     | 1848    | Jules Charles Lichtenberger (1810-1851, fils de J.F.Lichtenberger) |             | Notaire à Wissembourg                                                                                       |
|                                          |         |                                                                    |             | |
| 1919                                     | 1940    | Xavier Heichelbeck                                                 | UPR         | Propriétaire à Lembach                                                                                      |
| 1919                                     | 1940    | Frédéric Baumann                                                   |             | Cultivateur à Steinbach                                                                                     |
| 1940                                     |         |                                                                    |             | Les conseils d'arrondissement ont été suspendus par la loi du 12 octobre 1940 et n'ont jamais été réactivés |
| Les données manquantes sont à compléter. |         |                                                                    |             | |

### Conseillers départementaux depuis 2015
| Période élective | Période élective | Mandat | Mandat   | Identité          | Nuance | Nuance | Qualité                                                       |
| ---------------- | ---------------- | ------ | -------- | ----------------- | ------ | ------ | ------------------------------------------------------------- |
| 2015             | 2021             | 2015   | 2021     | Paul Heintz       |        | LR     | Pharmacien Maire d'Aschbach                                   |
| 2015             | 2021             | 2015   | 2021     | Stéphanie Kochert |        | LR     | Employée Maire de Climbach                                    |
| 2021             | 2028             | 2021   | en cours | Paul Heintz       |        | LR     | Conseiller sortant, ancien suppléant du député Frédéric Reiss |
| 2021             | 2028             | 2021   | en cours | Stéphanie Kochert |        | DVD    | Conseillère sortante, députée Horizons depuis 2022            |

À l'issue du 1er tour des élections départementales de 2015, deux binômes sont en ballotage : Paul Heintz et Stéphanie Kochert (UMP, 40,23 %) et Gabriel Bastian et Isabelle Zaida (FN, 27,43 %). Le taux de participation est de 50,53 % (18 413 votants sur 36 437 inscrits) contre 47,83 % au niveau départemental et 50,17 % au niveau national.
Au second tour, Paul Heintz et Stéphanie Kochert (UMP) sont élus avec 66,59 % des suffrages exprimés et un taux de participation de 48,1 % (10 866 voix pour 17 529 votants et 36 441 inscrits).
Stéphanie Kochert, ex-LR a été élue Députée Horizons en juin 2022.

## Composition

### Composition avant 2015
Le canton de Wissembourg regroupait 13 communes.
| Nom                        | Code Insee | Codepostal | Superficie (km2) | Population (dernière pop. légale) | Densité (hab./km2) |
| -------------------------- | ---------- | ---------- | ---------------- | --------------------------------- | ------------------ |
| Wissembourg (chef-lieu)    | 67544      | 67160      | 48,18            | 7 757 (2012)                      | 161                |
| Cleebourg                  | 67074      | 67160      | 10,59            | 700 (2012)                        | 66                 |
| Climbach                   | 67075      | 67510      | 7,15             | 505 (2012)                        | 71                 |
| Lembach                    | 67263      | 67510      | 48,89            | 1 620 (2012)                      | 33                 |
| Niedersteinbach            | 67334      | 67510      | 8,30             | 143 (2012)                        | 17                 |
| Oberhoffen-lès-Wissembourg | 67344      | 67160      | 3,03             | 323 (2012)                        | 107                |
| Obersteinbach              | 67353      | 67510      | 9,18             | 237 (2012)                        | 26                 |
| Riedseltz                  | 67400      | 67160      | 10,02            | 1 104 (2012)                      | 110                |
| Rott                       | 67416      | 67160      | 3,24             | 472 (2012)                        | 146                |
| Schleithal                 | 67451      | 67160      | 9,12             | 1 461 (2012)                      | 160                |
| Seebach                    | 67351      | 67160      | 17,11            | 1 699 (2012)                      | 99                 |
| Steinseltz                 | 67479      | 67160      | 5,47             | 645 (2012)                        | 118                |
| Wingen                     | 67537      | 67510      | 16,79            | 451 (2012)                        | 27                 |

### Composition depuis 2015
Le canton comprend désormais quarante-quatre communes.
| Nom                                 | Code Insee | Intercommunalité          | Superficie (km2) | Population (dernière pop. légale) | Densité (hab./km2) | Modifier                                    |
| ----------------------------------- | ---------- | ------------------------- | ---------------- | --------------------------------- | ------------------ | ------------------------------------------- |
| Wissembourg (bureau centralisateur) | 67544      | CC du Pays de Wissembourg | 48,18            | 7 541 (2022)                      | 157                | modifier les données · modifier les données |
| Aschbach                            | 67012      | CC de l'Outre-Forêt       | 4,32             | 633 (2022)                        | 147                | modifier les données · modifier les données |
| Beinheim                            | 67025      | CC de la Plaine du Rhin   | 15,23            | 1 904 (2022)                      | 125                | modifier les données · modifier les données |
| Betschdorf                          | 67339      | CC de l'Outre-Forêt       | 28,11            | 4 212 (2022)                      | 150                | modifier les données · modifier les données |
| Buhl                                | 67069      | CC de la Plaine du Rhin   | 4,40             | 508 (2022)                        | 115                | modifier les données · modifier les données |
| Cleebourg                           | 67074      | CC du Pays de Wissembourg | 10,59            | 634 (2022)                        | 60                 | modifier les données · modifier les données |
| Climbach                            | 67075      | CC du Pays de Wissembourg | 7,15             | 474 (2022)                        | 66                 | modifier les données · modifier les données |
| Crœttwiller                         | 67079      | CC de la Plaine du Rhin   | 2,55             | 181 (2022)                        | 71                 | modifier les données · modifier les données |
| Drachenbronn-Birlenbach             | 67104      | CC du Pays de Wissembourg | 7,13             | 586 (2022)                        | 82                 | modifier les données · modifier les données |
| Eberbach-Seltz                      | 67113      | CC de la Plaine du Rhin   | 4,14             | 433 (2022)                        | 105                | modifier les données · modifier les données |
| Hatten                              | 67184      | CC de l'Outre-Forêt       | 18,91            | 1 923 (2022)                      | 102                | modifier les données · modifier les données |
| Hoffen                              | 67206      | CC de l'Outre-Forêt       | 9,45             | 1 141 (2022)                      | 121                | modifier les données · modifier les données |
| Hunspach                            | 67213      | CC du Pays de Wissembourg | 5,49             | 625 (2022)                        | 114                | modifier les données · modifier les données |
| Ingolsheim                          | 67221      | CC du Pays de Wissembourg | 4,46             | 361 (2022)                        | 81                 | modifier les données · modifier les données |
| Keffenach                           | 67232      | CC de l'Outre-Forêt       | 2,39             | 204 (2022)                        | 85                 | modifier les données · modifier les données |
| Kesseldorf                          | 67235      | CC de la Plaine du Rhin   | 7,26             | 450 (2022)                        | 62                 | modifier les données · modifier les données |
| Lauterbourg                         | 67261      | CC de la Plaine du Rhin   | 11,25            | 2 336 (2022)                      | 208                | modifier les données · modifier les données |
| Memmelshoffen                       | 67288      | CC de l'Outre-Forêt       | 1,82             | 319 (2022)                        | 175                | modifier les données · modifier les données |
| Mothern                             | 67305      | CC de la Plaine du Rhin   | 10,30            | 1 927 (2022)                      | 187                | modifier les données · modifier les données |
| Munchhausen                         | 67308      | CC de la Plaine du Rhin   | 5,92             | 799 (2022)                        | 135                | modifier les données · modifier les données |
| Neewiller-près-Lauterbourg          | 67315      | CC de la Plaine du Rhin   | 7,34             | 653 (2022)                        | 89                 | modifier les données · modifier les données |
| Niederlauterbach                    | 67327      | CC de la Plaine du Rhin   | 11,22            | 941 (2022)                        | 84                 | modifier les données · modifier les données |
| Niederrœdern                        | 67330      | CC de la Plaine du Rhin   | 6,88             | 894 (2022)                        | 130                | modifier les données · modifier les données |
| Oberhoffen-lès-Wissembourg          | 67344      | CC du Pays de Wissembourg | 3,03             | 312 (2022)                        | 103                | modifier les données · modifier les données |
| Oberlauterbach                      | 67346      | CC de la Plaine du Rhin   | 5,32             | 549 (2022)                        | 103                | modifier les données · modifier les données |
| Oberrœdern                          | 67349      | CC de l'Outre-Forêt       | 5,00             | 509 (2022)                        | 102                | modifier les données · modifier les données |
| Retschwiller                        | 67394      | CC de l'Outre-Forêt       | 3,26             | 275 (2022)                        | 84                 | modifier les données · modifier les données |
| Riedseltz                           | 67400      | CC du Pays de Wissembourg | 10,02            | 1 130 (2022)                      | 113                | modifier les données · modifier les données |
| Rittershoffen                       | 67404      | CC de l'Outre-Forêt       | 12,13            | 914 (2022)                        | 75                 | modifier les données · modifier les données |
| Rott                                | 67416      | CC du Pays de Wissembourg | 3,24             | 467 (2022)                        | 144                | modifier les données · modifier les données |
| Salmbach                            | 67432      | CC de la Plaine du Rhin   | 8,91             | 589 (2022)                        | 66                 | modifier les données · modifier les données |
| Schaffhouse-près-Seltz              | 67440      | CC de la Plaine du Rhin   | 4,49             | 549 (2022)                        | 122                | modifier les données · modifier les données |
| Scheibenhard                        | 67443      | CC de la Plaine du Rhin   | 4,62             | 875 (2022)                        | 189                | modifier les données · modifier les données |
| Schleithal                          | 67451      | CC du Pays de Wissembourg | 9,12             | 1 387 (2022)                      | 152                | modifier les données · modifier les données |
| Schœnenbourg                        | 67455      | CC de l'Outre-Forêt       | 5,47             | 711 (2022)                        | 130                | modifier les données · modifier les données |
| Seebach                             | 67351      | CC du Pays de Wissembourg | 17,11            | 1 620 (2022)                      | 95                 | modifier les données · modifier les données |
| Seltz                               | 67463      | CC de la Plaine du Rhin   | 21,00            | 3 168 (2022)                      | 151                | modifier les données · modifier les données |
| Siegen                              | 67466      | CC de la Plaine du Rhin   | 8,10             | 516 (2022)                        | 64                 | modifier les données · modifier les données |
| Soultz-sous-Forêts                  | 67474      | CC de l'Outre-Forêt       | 15,15            | 3 125 (2022)                      | 206                | modifier les données · modifier les données |
| Steinseltz                          | 67479      | CC du Pays de Wissembourg | 5,47             | 612 (2022)                        | 112                | modifier les données · modifier les données |
| Stundwiller                         | 67484      | CC de l'Outre-Forêt       | 3,32             | 510 (2022)                        | 154                | modifier les données · modifier les données |
| Surbourg                            | 67487      | CC de l'Outre-Forêt       | 10,46            | 1 718 (2022)                      | 164                | modifier les données · modifier les données |
| Trimbach                            | 67494      | CC de la Plaine du Rhin   | 3,94             | 582 (2022)                        | 148                | modifier les données · modifier les données |
| Wintzenbach                         | 67541      | CC de la Plaine du Rhin   | 6,96             | 525 (2022)                        | 75                 | modifier les données · modifier les données |
| Canton de Wissembourg               | 6723       |                           | 400,61           | 50 322 (2022)                     | 126                | modifier les données                        |

## Démographie

### Démographie avant 2015
| 1962   | 1968   | 1975   | 1982   | 1990   | 1999   | 2006   | 2011   | 2012   |
| ------ | ------ | ------ | ------ | ------ | ------ | ------ | ------ | ------ |
| 14 652 | 15 150 | 15 581 | 15 983 | 16 191 | 17 256 | 17 479 | 17 165 | 17 117 |

### Démographie depuis 2015
En 2022, le canton comptait 50 322 habitants, en évolution de −0,82 % par rapport à 2016 (Bas-Rhin : +3,17 %, France hors Mayotte : +2,11 %).
| 2013   | 2018   | 2022   |
| ------ | ------ | ------ |
| 50 809 | 50 504 | 50 322 |